# Sjögestad
Sjögestad is een plaats in de gemeente Linköping in het landschap Östergötland en de provincie Östergötlands län in Zweden. De plaats heeft 295 inwoners (2005) en een oppervlakte van 41 hectare.